# Austro Music
Austro Music é uma gravadora brasileira, pertencente a Som Livre, uma divisão da Sony Music. Fundada em 27 de setembro de 2016 tendo seu foco principal na música eletrônica. O selo tem como principal função divulgar seus artistas contratados, quanto licenciar músicas nacionais e internacionais para o país. Com o lançamento da Austro, todos os artistas de eletrônica que estavam pela sua gravadora principal foram movidos para a Austro, inclusive seus novos lançamentos, como a coletânea Summer Eletrohits, que é considerado um dos mais conhecidos produtos da Som Livre.
A gravadora possuí um amplo público, destacando-se pelas diferentes culturas, regiões e gostos musicais. Para promover seus produtos a gravadora usa seu maior meio de comunicação, que são as seguintes as redes sociais.

## História
"É cada vez mais comum encontrar produtores que não sabem como se lançar, com quem falar. Eles ficam em seus estúdios produzindo e treinando. Tem uma nova geração chegando aí fortíssima, com muita técnica, mas com pouca orientação. O selo vai ser um canal aberto para esses produtores, queremos conhecer e escutar toda essa garotada que está aí fora produzindo."

— Melissa Piper, produtora executiva da Austro em entrevista para a revista House Mag Brasil.
A música eletrônica esteve em crescente no mercado brasileiro com a vinda de que grandes festivais como Tomorrowland e Ultra Music Festival, portanto o gênero ainda era pouco explorado pelas gravadoras, mesmo tendo artistas se destacando mostrando seu trabalho fora do país. Com isso a Som Livre esteve projetando o lançamento de uma nova gravadora especializada no estilo musical. Responsáveis da gravadora notaram que "o gênero é um dos mais promissores do mundo, tendo crescido exponencialmente em relevância nos últimos anos." E em 27 de setembro de 2016 foi divulgado o lançamento da gravadora por meio de um vídeo promocional nas redes sociais protagonizado por Juliana Calderari e dirigido por Diogo Camargo. A dupla de ilustradores da Bicicleta sem Freio foram os responsáveis pela construção e design do logotipo da Austro Music.
Seu nome vem da mitologia grega que significa "vento forte que vem do sul". A gravadora segue uma premissa similar a sua gravadora principal, com seu conteúdo podendo ser destaque em programas da Rede Globo, tornando as músicas ainda mais conhecidas. Com o lançamento da gravadora, os artistas da Som Livre foram migrados para a Austro, como D.I.B, WAO e das duplas Elekfantz e Naza Brothers além de contar com a colaboração de Gui Boratto. Também foram migrados outros produtos, como a coletânea Summer Eletrohits sendo distribuída pelo selo. Foram lançados nesse momento duas coletâneas, um Best Of de Gui Boratto, com as principais músicas do artista e o Austro House Hits que reúne grandes artistas internacionais.
O foco da Austro é principalmente nos usuários da internet, com playlists em várias plataformas de streaming oferecendo curadorias feitas pelos artistas com seis temas.

## Artistas
- Bhaskar[6]
- D.I.B.
- Elekfantz
- Mojjo[7]
- Ralk[7]
- WAO